# ГЕС Liánlù
ГЕС Liánlù (莲麓水电站) — гідроелектростанція в центральній частині Китаю у провінції Ганьсу. Знаходячись між ГЕС Jiǔdiānxiá (вище по течії) та ГЕС Liánlù II (Xiáchéng, 37,5 МВт), входить до складу каскаду на річці Таохе, правій притоці Хуанхе.
У межах проекту річку перекрили бетонною гравітаційною греблею висотою 52 метра, довжиною 233 метра та шириною по гребеню до 21 метра. Вона утримує водосховище з об'ємом 8,3 млн м3 та нормальним рівнем поверхні на позначці 2067 метрів НРМ (під час повені може незначно зростати до 2067,4 метра НРМ).
Інтегрований у греблю машинний зал обладнали трьома турбінами типу Каплан потужністю по 22 МВт, які використовують напір у 28 метрів та забезпечують виробництво 238 млн кВт-год електроенергії на рік.